# Władysław Szczepaniak

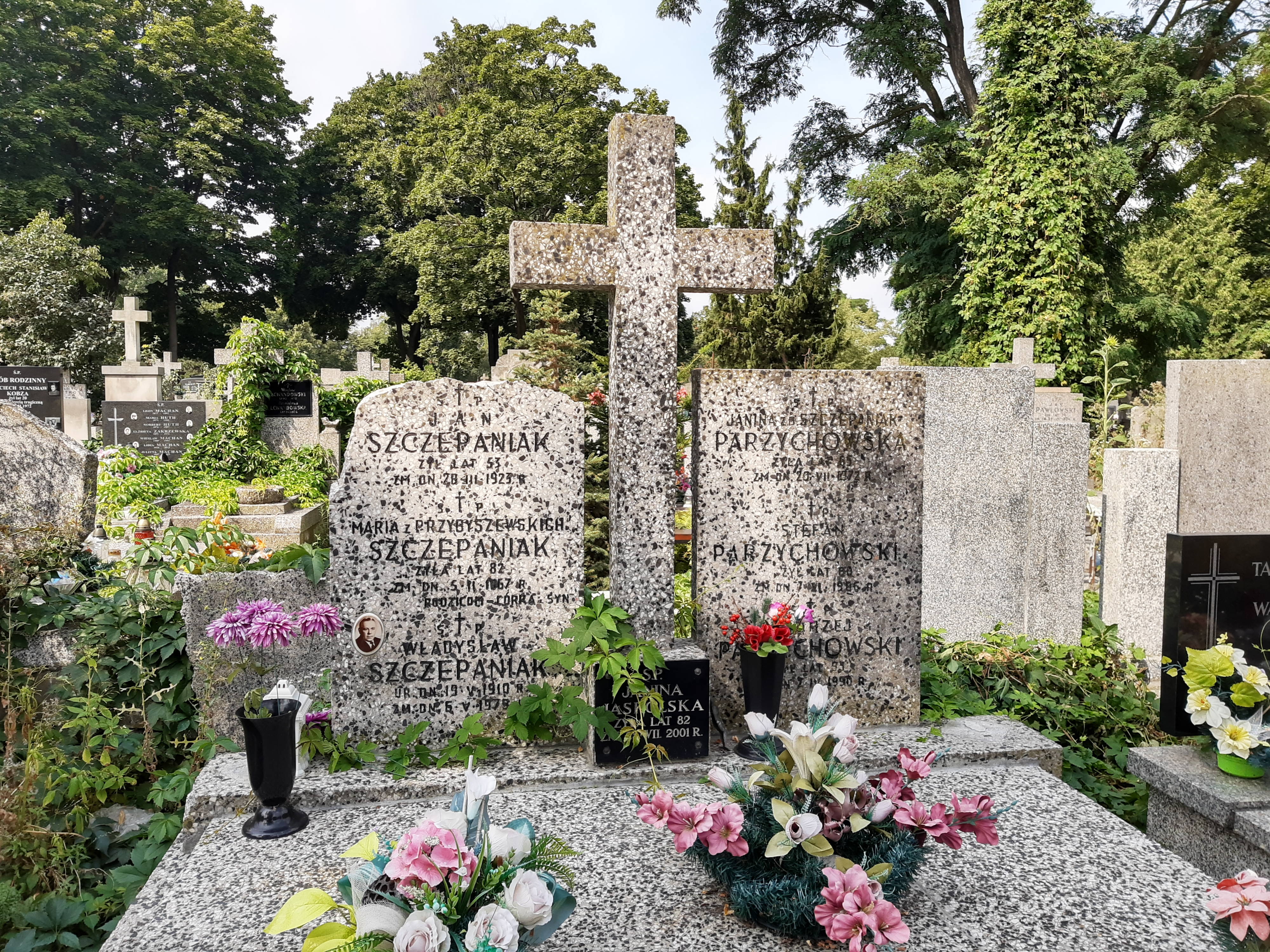
Sírja a bródnói temetőben (Varsóban)

Władysław Szczepaniak (Varsó, 1910. május 19. – Varsó, 1975. május 6.), lengyel válogatott labdarúgó. A pályafutása során a Polonia Warszawa csapatában játszott.
A lengyel válogatott tagjaként részt vett az 1936. évi nyári olimpiai játékokon és az 1938-as világbajnokságon.

## Pályafutása

### Klubcsapatban
1928-ban debütált a lengyel labdarúgó-bajnokságban, és csatárként játszott. Rövid ideig a középpályán is szerepeltették, mielőtt az 1930-as évek elején átkerült a védelembe, és a Polonia Warszawa együttesének egyik alappillére, valamint csapatkapitánya lett. A második világháború alatt a Poloniával illegális futballmérkőzéseken vett részt. A játékos pályafutása 1947-ben ért véget.

### A válogatottban
A lengyel válogatottban 1930-ban debütált a Svédország elleni mérkőzésen. A háború után 1947-ben játszott. A rivális ismét Svédország volt. Ezután a meccs után 2013-ig ő volt a történelem legidősebb lengyel játékosa (37 év és 118 nap), aki pályára lépett nemzetközi mérkőzésen. Összesen 34 meccset játszott fehér és piros színekben, többször csapatkapitány is volt. Részt vett az 1936-os berlini olimpián, ahol a lengyel csapat a 4. helyet szerezte meg. Az 1938-as világbajnokságon a Brazília elleni történelmi meccsen is játszott.

## Sikerei, díjai
Polonia Warszawa
- Lengyel bajnok (1): 1946

## Fordítás
- Ez a szócikk részben vagy egészben  a   Władysław Szczepaniak című lengyel Wikipédia-szócikk ezen változatának fordításán alapul.  Az eredeti cikk szerkesztőit annak laptörténete sorolja fel. Ez a jelzés csupán a megfogalmazás eredetét és a szerzői jogokat jelzi, nem szolgál a cikkben szereplő információk forrásmegjelöléseként.